# Leotard

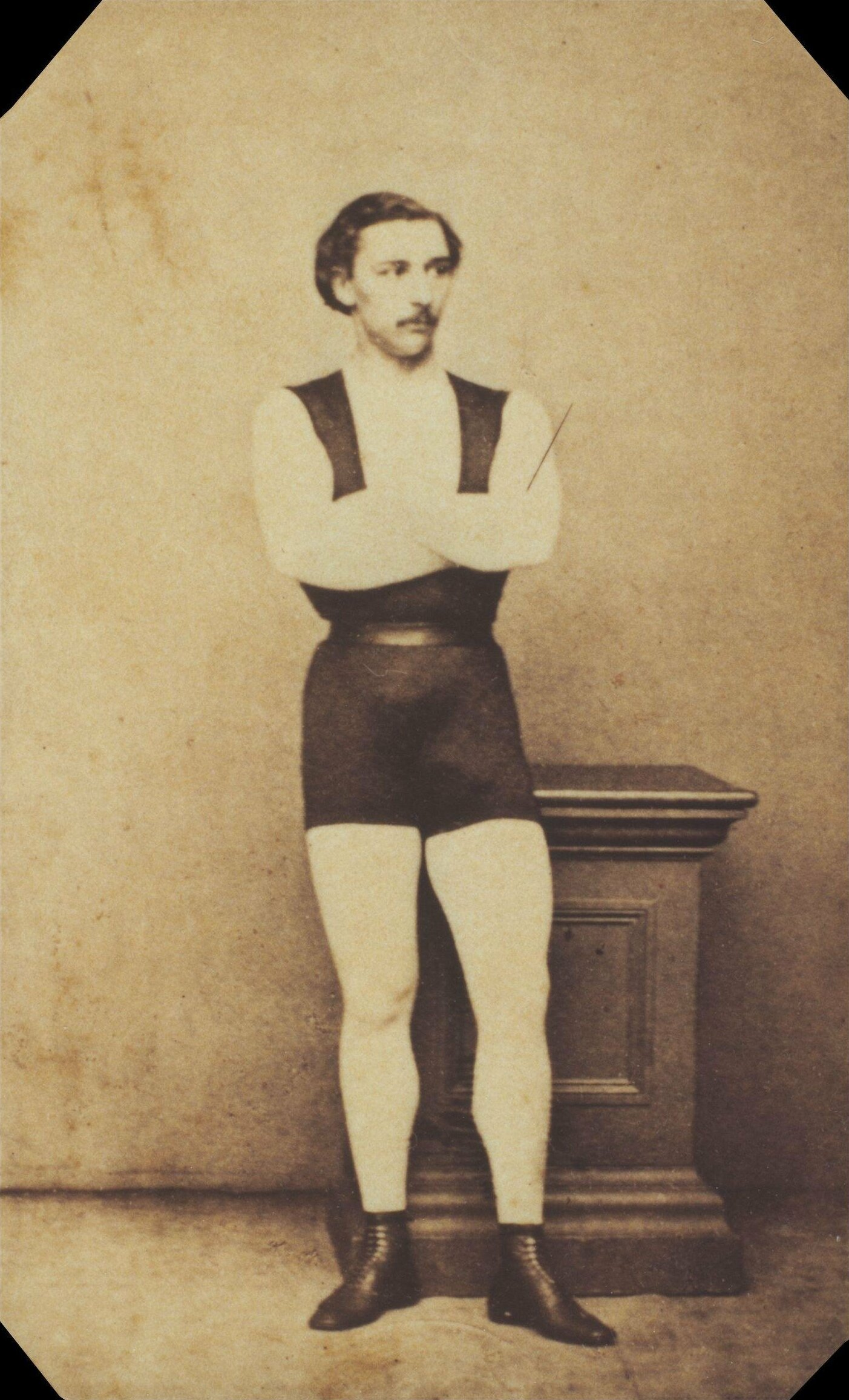
Jules Léotard i sin dräkt.

Leotard är en hudnära trikå som används av luftakrobater och balettdansare. Plagget har ofta lång ärm, men kan även vara ärmlös som en baddräkt. Den är uppkallad efter den franske trapetsakrobaten Jules Léotard (1842–1870), som uppfann plagget.
En leotard påminner om en body, som dock inte är ett träningsplagg. En skillnad är att en body har knäppning i grenen medan en leotard dras på som en baddräkt och har blixtlås i ryggen eller liknande om den inte är ärmlös.
Från början var leotarden alltid svart, och bars tillsammans med hudfärgade bentrikåer. År 1956 blev plagget mode och kallades även catsuit därför att det hade långa svarta trikåben. Denna variant kallas unitard.
Från leotarden har bodystockingen utvecklats.